# 大久保教隆
大久保 教隆（おおくぼ のりたか）は、安土桃山時代から江戸時代前期にかけての武将。江戸幕府旗本。小田原藩主・大久保忠隣の三男。

## 生涯
天正14年（1586年）、徳川氏の家臣・大久保忠隣の三男として誕生。
少年の頃から徳川秀忠に仕え、慶長5年（1600年）の会津征伐の際は宇都宮まで同行。その後、関西で石田三成が挙兵したため、中山道を通り信濃国耳取（現・長野県小諸市耳取）まで秀忠に同行するが、若年であったため戦うことなく江戸に帰された。慶長10年（1605年）、従五位下右京亮に叙任。慶長11年（1606年）、領地3千石を与えられ、御小姓組の番頭に任ぜられた（同時期の小姓組番頭には水野忠元、井上正就、板倉重宗、日下部正冬、成瀬正武）。
慶長19年（1614年）、父で小田原藩主の忠隣が改易に処された際、教隆も連座して天海に預けられ、その後川越藩の酒井忠利の元で蟄居処分となり、元和3年（1617年）には盛岡藩の南部利直の元に移された。盛岡藩では沐浴費として切米2百駄（4百石）を与えられていた。
寛永5年（1628年）、赦免されて旧知を取り戻す。寛永9年（1632年）、御書院の番頭に任ぜられた。寛永10年（1633年）には3千石を加増されて、合計6千石を領する旗本寄合となった。寛永12年（1635年）、大番頭に任ぜられた。
寛永20年（1643年）、58歳で死去。家督は長男の大久保教勝が継いだ。なお、次男の忠朝は寛文10年（1670年）に本家の大久保忠職の養子となり、老中になった上、忠隣の改易で失った旧領小田原への復帰を果たした。
次男の教正は盛岡藩お預けの頃に生まれ、養父の苗字を以て村井新九郎教正を称した。のち商人となっていた教正の孫の教久が小田原藩主大久保家より一族であることを認知され、大久保家を介してその子の教忠以降は盛岡藩士となっている。